# 冊府元亀
『冊府元亀』（さっぷげんき）は、中国の北宋時代に成立した類書のひとつ。『太平広記』、『太平御覧』、『文苑英華』とあわせて四大書と称せられる。

## 概要
王欽若・楊億らが真宗の『歴代君臣事迹』編纂の勅命により景徳2年（1005年）から大中祥符6年（1013年）までの8年を費やして完成させた。先朝の事蹟に学ぶという要請に直接応えるこの書物に、真宗は「古来のあらゆる記録を集めた書物（「冊府」＝古代の書物を蔵した役所、「元亀」＝古代の占卜に用いた大きな亀）」の意を込めて『冊府元亀』の名を賜った。
北宋の四大類書のなかで最も大部で、巻数は1000巻に及び、分類は31部1104門（実際は1116門）。各部門は時代の古いものから順に採録されており、歴代の制度沿革を総合的に記した歴代会要の性格を有している。主に『史記』から『旧五代史』までの17の正史がもとになっており、史料的価値を評価しない見方もあるが、特に唐・五代に関しては、後世散逸した実録なども用いており、詳細に採られた詔勅文・上奏文などには本書によってのみ確認できる史料も多く、唐・五代の研究には欠かせない重要史料となっている。また、五胡十六国時代については、散逸して伝わっていない『十六国春秋』を利用した可能性が高く、また『魏書』の様に後世一部が欠けた正史類を補うものでもある。

## 構成
通常の類書は経・史・子・集の広い範囲にわたって内容を収めるものであるが、本書は『君臣事迹』の名の如く、経・史・子に集中して歴代（太古～五代）の皇帝・宰相・官僚の政治についての事績を集めて分類し、それぞれ年代順に配列する。門数は従来「一千一百四門」とされてきたが、実数は1116門（従来の計算方法でも1106門）である。各部にはそれぞれ「総序」がつく。
全31部の構成は以下の通り。
- 帝王、閏位、僭偽、列国君、儲宮、宗室、外戚、宰輔
- 将帥、台省、邦計、憲官、諌静、詞臣、国史、掌礼
- 学校、刑法、卿監、環衛、銓選、貢挙、奉使、内臣
- 牧守、令長、宮臣、幕府、陪臣、総録、外臣

このうち、奉使部・外臣部については1938年に東方文化研究所（現在の京都大学人文科学研究所）によって索引が作成されている。

## 刊本
真宗に上呈された鈔本（手書き本）は、広く臣下にも見せるべしとの上意により、天禧4年（1020年）に北宋初刻本が完成し、輔臣に賜与された。景祐4年（1037年）、御史台にも1セットが下賜された。これら北宋本は早くに散逸した。
南宋に入り、再刻が試みられた。現存するものには2種類あり、何れも四川でおこなわれたため、南宋蜀刻本と言われる。
- 『新刊監本冊府元亀』本：13行/半葉、24字/行。残8巻（巻249, 251-254, 261, 262, 279）。中国国家図書館蔵。
- 眉山刻本：「新刊監本」字なし。14行/半葉、24字/行。残573巻（巻6-10, 41-45, 56-60, 129-166, 171-180, 182-204, 271-275, 286-295, 307, 309, 341-345, 356-375, 386-390, 396-400, 411-415, 442, 444-460, 471-475, 482-485, 491-495, 505-538, 545-577, 583-599, 604, 605, 608-660, 666-701, 706-708, 717-720, 726-732, 737-739, 742-756, 761-791, 796-800, 803-806, 811, 812, 815-865, 876-933, 936-938, 940-942, 944-947, 950-956, 967-1000）。日本・静嘉堂文庫[1]、台湾・国立台湾図書館[2]、中国国家図書館[3]、北京大学図書館[4]蔵（総計588巻、うち15巻が重複）。

このほか、巻246, 250, 443, 481の1葉のみが残存している。
眉山刻本573巻、新刊監本8巻の計581巻は、中華書局より『宋本冊府元亀』として1989年に刊行された。
こののち、多くの鈔本が流伝した。明末、長年これら鈔本を校勘していた黄国琦・文翔鳳が、福建巡按李嗣京の援助を得て、崇禎15年（1642年）に刊行したものは明刊本（崇禎本）と称され、現在通行する中華書局影印本（1960年）の底本となり、多く参照される（10行/半葉、20字/行。一部は南宋刊本で補われる）。明刊本は南宋刊本を参照せず、また記事・文字の脱誤、独自判断による修正が加えられている。そのため南宋刊本が残存する箇所に関しては、対校が不可欠である。
南京大学古典文学研究所によって、明本（中華書局1960年影印本）を底本として宋本、正史類のほか、『唐会要』『唐大詔令集』『全唐文』など多くの漢籍史料との校勘がおこなわれた校訂本が2006年に出版された。

## 関連文献
- 『冊府元亀』　中華書局、1960年。（影印本、全12冊）
- 『宋本冊府元亀』　中華書局、1989年。（影印本、全4冊）
- 周勛初等校訂『册府元亀（校訂本）』　鳳凰出版社、2006年。（横組み繁体字、全12冊、うち第12冊は人名索引）
- 宇都宮清吉・内藤戊申編『冊府元亀奉使部外臣部索引』　東方文化研究所、1938年。（再刊：臨川書店、1988年）